# Ed Gein

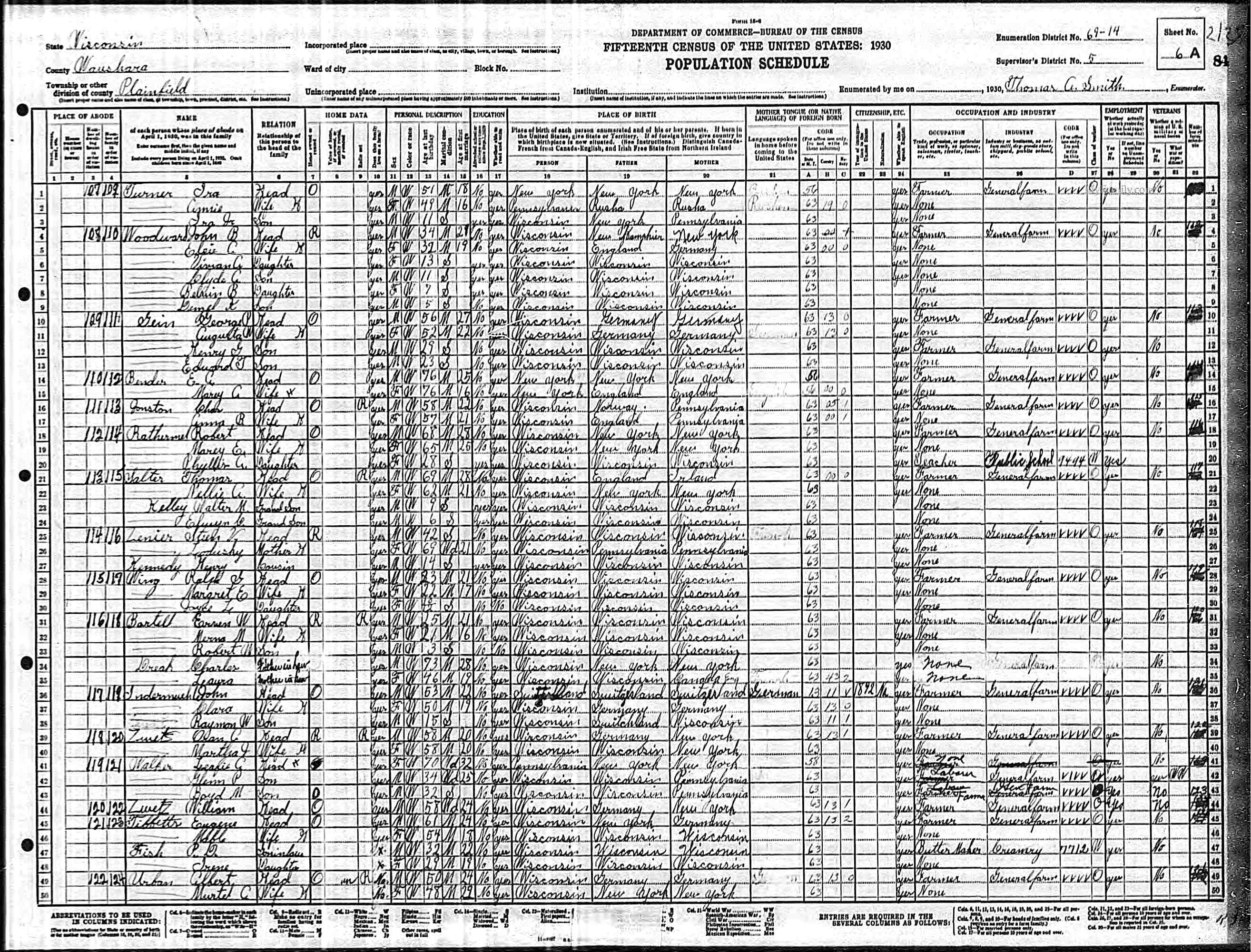
Censo de Plainfield del año 1930 en que aparece Ed Gein.

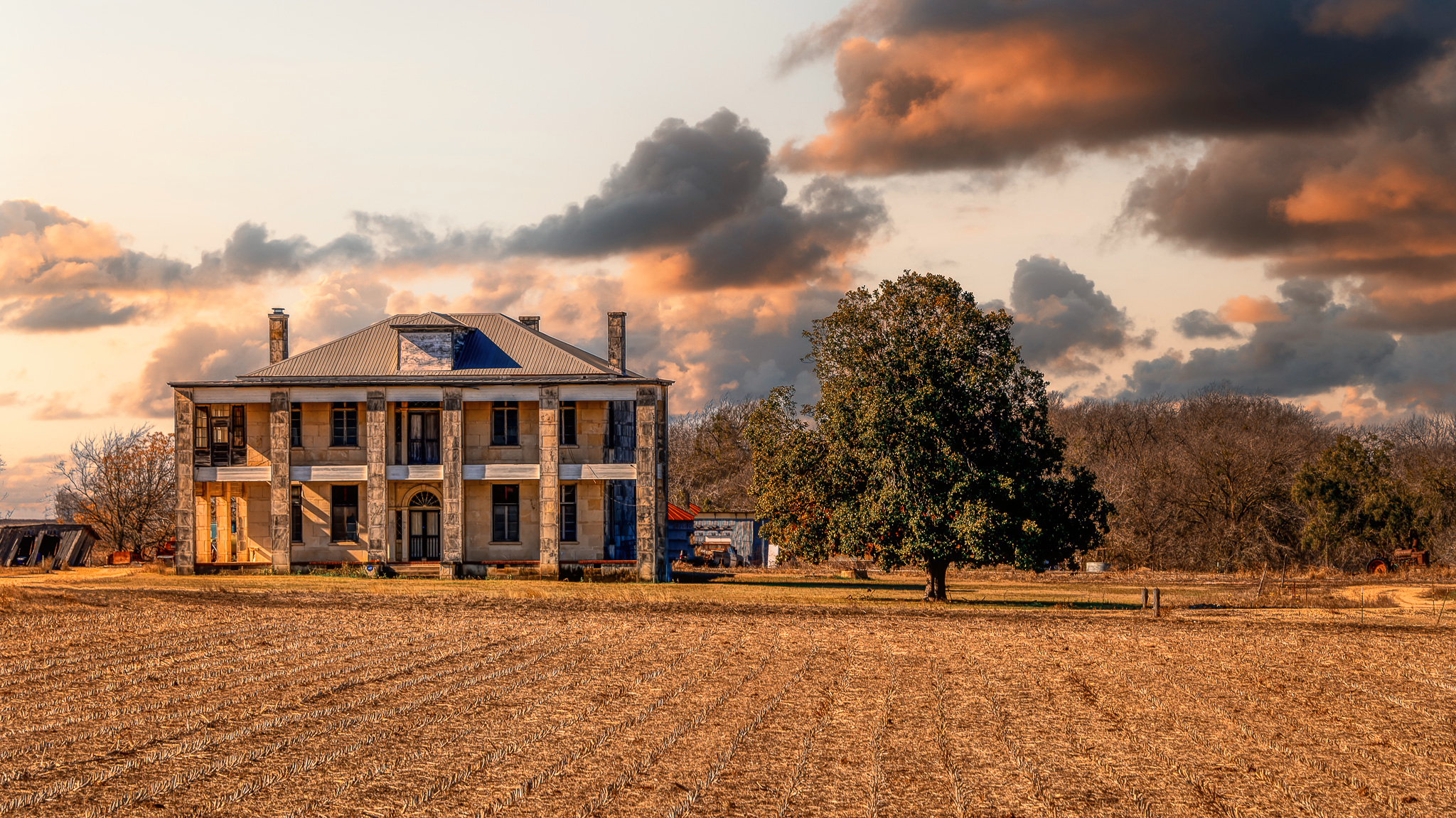
Casa en la que se rodó The Texas Chain Saw Massacre.

Edward Theodore Gein (Condado de La Crosse, 27 de agosto de 1906 - Madison, 26 de julio de 1984) fue un asesino y profanador de tumbas estadounidense. Sus crímenes, cometidos en los alrededores de su ciudad natal de Plainfield (Wisconsin), adquirieron gran notoriedad en 1957 después de que las autoridades descubrieran que había exhumado cadáveres de cementerios locales y elaborado trofeos y recuerdos con sus huesos y piel. Según su propia confesión, también mató al menos a dos mujeres.
Inicialmente se le declaró no imputable y fue confinado en un hospital psiquiátrico. Murió en el Instituto de Salud Mental de Mendota a causa de una insuficiencia respiratoria derivada de un cáncer metastásico, el 26 de julio de 1984, a los 77 años. Está enterrado junto a su familia en el cementerio de Plainfield, en una tumba ahora sin nombre. Sus crímenes inspiraron la trama de la película La masacre de Texas (Texas Chainsaw Massacre).

## Situación familiar
Ed Gein fue criado a las afueras del pueblo Plainfield (condado de La Crosse, Wisconsin, Estados Unidos), hijo de George P. Gein (1873-1940) y Augusta T. Lehrk (1878-1945). Tuvo una infancia difícil, ya que su padre, George, era una persona poco afectiva con su familia, además de tener graves problemas de alcoholismo, mientras que su madre, Augusta, poseía fuertes ideales religiosos que la llevaron a despreciar a los hombres y a considerar a las mujeres como la fuente misma del pecado, lo que produjo que Edward Gein y su hermano Henry Gein tuvieran una crianza estricta en la que se les disciplinaba constantemente y con la que se formó su carácter asocial.
Su padre falleció a los 66 años, lo que llevó a los hermanos Gein a buscar trabajo para contribuir a la economía familiar, mientras que su hermano comenzó a desafiar los ideales religiosos de su madre, aunque terminó falleciendo en un incendio en extrañas circunstancias.
Posteriormente, Augusta T. Lehrk sufrió un paro cardíaco en 1944 que la dejó en cama durante los siguientes doce meses. Falleció en 1945, dejando completamente solo a Edward Theodore Gein.

## Descubrimiento
Los agentes de la policía que investigaban la desaparición de Bernice Worden, el 17 de noviembre de 1957, propietaria de la ferretería de Plainfield Wisconsin, sospecharon que Ed Gein estaba implicado en el caso. Cuando entraron en su casa, encontraron el cuerpo desnudo de Worden colgado de los tobillos, decapitado, abierto por el torso y eviscerado. Entre otros macabros hallazgos, encontraron también diez cráneos a los que les había quitado la parte superior para servir de tazones y ceniceros, pantallas de lámparas y asientos hechos de piel humana, platos de sopa hechos con cráneos, más cráneos en los postes de su cama, los órganos de Bernice en el refrigerador, un cinturón de pezones humanos, una caja de zapatos con nueve vulvas y muchos más objetos hechos de partes de cuerpos humanos. Todos estos «objetos» fueron fotografiados y destruidos.
Al ser interrogado, Ed Gein admitió que abría las tumbas de mujeres recientemente fallecidas y robaba los cuerpos, llevándolos en su camioneta Ford de 1949 a su casa donde curtía las pieles para hacer sus posesiones. Admitió haber asesinado a Mary Hogan, una tabernera local desaparecida en 1954. Nunca fue probado - ni admitido por él - que cometiera canibalismo. Negó haber violado a las mujeres muertas, aduciendo que «olían muy mal».
Fue declarado enfermo mental y pasó el resto de sus días en una institución psiquiátrica hasta su muerte por insuficiencia respiratoria en el verano de 1984.
Se cree que su madre, Augusta, se esforzaba en impedir cualquier influencia ajena a la suya sobre sus dos hijos. Fue, en parte, lo que causó su trastorno mental. Augusta fue el último miembro de la familia cercana de Ed. Murió en 1945, y Ed selló por algún motivo su habitación.

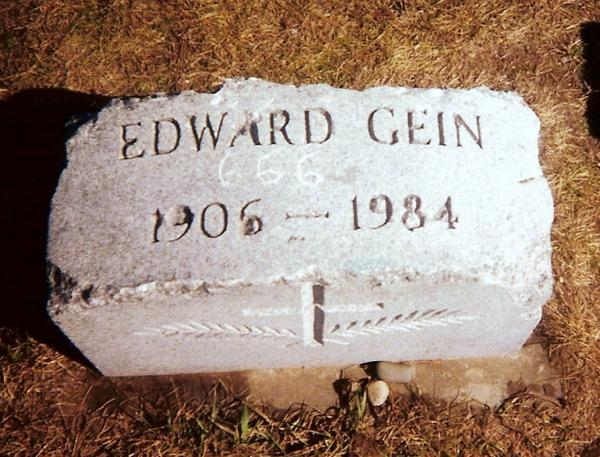
Foto de la lápida de Ed Gein.

Mientras Ed Gein se encontraba detenido, su casa ardió hasta los cimientos, probablemente a causa de un incendio provocado. Su camioneta fue subastada y el comprador hizo negocio con ella llevándola de tour por varias ciudades y cobrando por ver su interior «decorado» con sangre falsa.

## En la cultura popular
Ed Gein y sus macabros crímenes inspiraron varias obras clave en la literatura, la música y el cine.
- El personaje Norman Bates en la novela de Robert Bloch Psicosis, llevada al cine en la película homónima de Alfred Hitchcock.
- El personaje Frank Zito en Maniac del año 1980 fue inspirada en Ed Gein.
- El personaje de Buffalo Bill en El Silencio de los Corderos junto a Anthony Hopkins y Jodie Foster.
- El personaje Leatherface de la saga fílmica de The Texas Chain Saw Massacre está inspirado en él.
- Además, existen un par de películas que retratan su vida, con mayor o menor rigor histórico; Ed Gein (conocida también como In the Light of the Moon), del año 2000, como una de las más fieles, y Ed Gein: The Butcher of Plainfield, de 2007, muy poco sujeta a los hechos reales.
- La película de culto de 1974, Deranged (conocida en España como Trastornado: Deranged), donde un maníaco de nombre Ezra Cobb parafrasea la historia de Gein.
- Hasta 2017, la serie Bates Motel toma por base parte de la vida de Ed Gein ampliando la historia de ficción del Norman Bates del filme Psicosis de Hitchcock.
- También aparece interpretado por Michael Wincott en Hitchcock, el maestro del suspenso (2012), donde Anthony Hopkins caracteriza al gran director.
- La segunda temporada de la serie American Horror Story, Asylum, incluye al personaje Bloodyface, con fuertes alusiones a Gein, las cuales incluyen su fijación por la piel humana y su complejo por su relación ausente con su madre, elemento que lo inspiró a cometer sus crímenes y a privar de libertad exclusivamente a mujeres.
- El álbum de música electrónica Spectrum 2012 de Beat Cairo, banda argentina, está totalmente inspirado en su personalidad, sus crímenes y su vida.
- El tema Nothing to Gein del disco L.D. 50 de la banda de Nu metal Mudvayne está inspirado en él.
- En la letra de Dead Skin Mask, la quinta canción del álbum Seasons in the Abyss de la banda de thrash metal Slayer. La letra fue escrita por el bajista y cantante de la banda Tom Araya, en compañía del difunto guitarrista Jeff Hanneman.
- Es mencionado en la canción «Spanish Psycho» de Mitsuruggy.
- La imagen de Ed Gein protagoniza asimismo la portada del disco Madman Roll (1991) de la banda de psychobilly británica The Meteors.
- En la serie Dahmer, monstruo: la historia de Jeffrey Dahmer de 2022, en el episodio 8 el abogado de Jeffrey le aconseja usar en su juicio el precedente legal de Ed Gein y declararse como enfermo mental.
- La canción "Deadache" del álbum homónimo de la banda finlandesa de hard rock Lordi está inspirada en el.
- La canción "Dead Art in Plainfield" del álbum "The Devil Knows My Name" del guitarrista Estadounidense John 5 está inspirada en el.
- La canción “Weird Ed” del álbum “Tombs” lanzado en 2013 por “Doc Aquatic”.
- La canción "Ed Gein" del grupo Macabre trata sobre este mismo